# Sender Nottuln

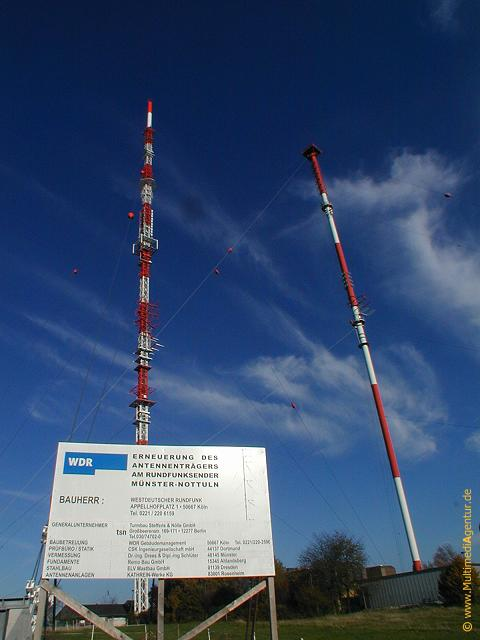
Alter und neuer Sendemast während der Umbauphase

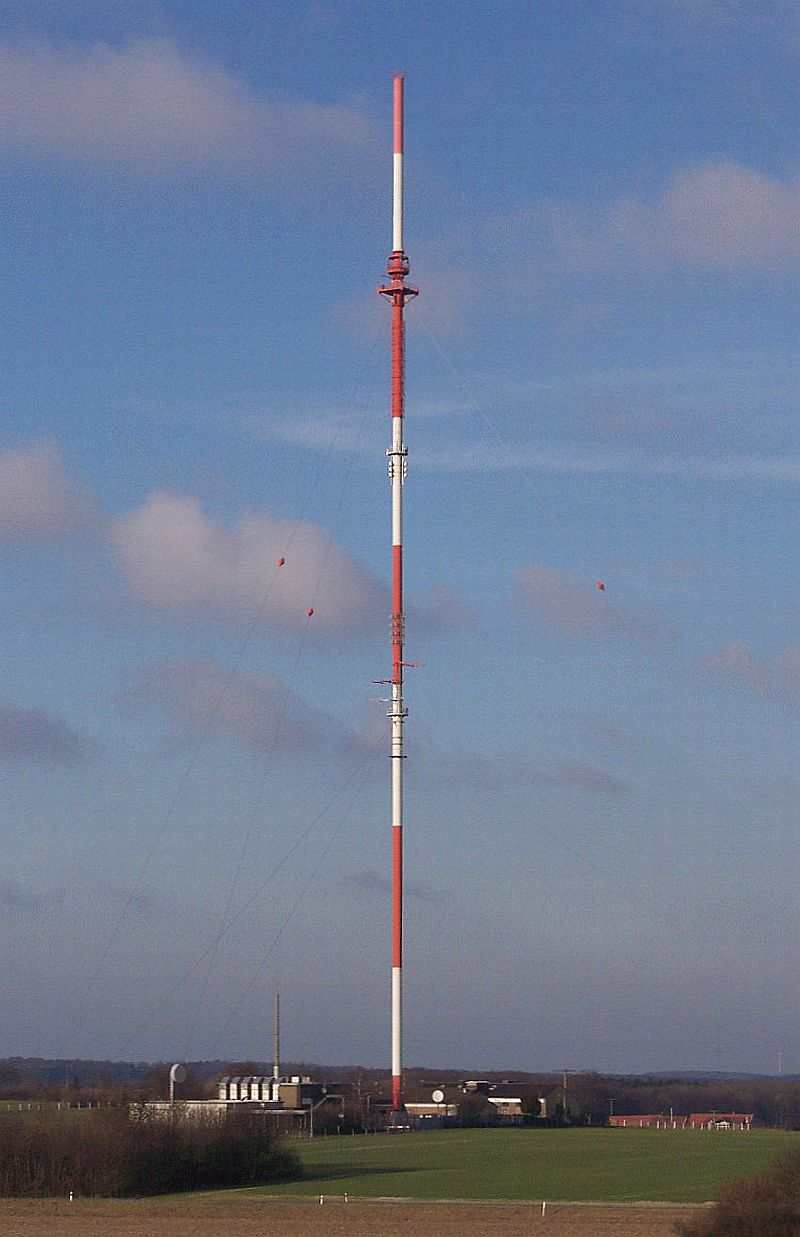
Alter Sender Nottuln (abgerissen)

Der Sender Nottuln, offiziell WDR-Sender Münster-Baumberge genannt, ist eine Einrichtung des Westdeutschen Rundfunks zur Versorgung des Münsterlandes mit Hörfunk- und Fernsehprogrammen.

## Geschichte
Der erste Sendemast wurde von Oktober 1951 bis Februar 1952 im Auftrag des Nordwestdeutschen Rundfunks ein 113 Meter hoher Rohrmast mit einer integrierten UKW-Antenne sowie einem provisorischen Sendehaus errichtet. Am 22. März 1952 nahm der erste UKW-Sender seinen Betrieb mit dem Programm UKW West auf der Frequenz 92,1 MHz auf. Im Jahre 1958 begannen die Planungen für die Fernsehversorgung des Münsterlandes. An dem Rohrmast wurde in einer Höhe von 87 Metern eine zusätzliche Antenne für das 1. Fernsehprogramm der ARD montiert. Am 15. November 1959 begann der Fernsehsendebetrieb auf dem UHF Kanal 25.
Weil der erste Mast die Antennen für das im Aufbau befindliche zweite und dritte Fernsehprogramm nicht tragen konnte, wurde 1961 ein 182 Meter hoher Stahlrohrmast errichtet, der in 70 Meter und 143 Meter Höhe abgespannt war.
Im Jahre 2005 wurde dieser Sendemast durch einen 181,2 Meter hohen, in drei Ebenen – und zwar in 47 Meter, 97 Meter und 147 Metern Höhe – abgespannten Stahlfachwerkmast mit quadratischem Querschnitt ersetzt, da der vorherige Mast sanierungsbedürftig war und für die bevorstehende Inbetriebnahme von DVB-T erhebliche Umbauten am alten Mast erforderlich gewesen wären. Der alte Rohrmast wurde nach der Errichtung des Stahlfachwerkmastes nach dem Jahr 2007 abgerissen.

## Frequenzen und Programme

### Analoger Hörfunk (UKW)
| Frequenz (MHz) | Programm | RDS PS            | RDS PI                | Regionalisierung | ERP (kW) | Antennen- diagramm rund (ND)/ gerichtet (D) | Polarisation horizontal (H)/ vertikal (V) |
| -------------- | -------- | ----------------- | --------------------- | ---------------- | -------- | ------------------------------------------- | ----------------------------------------- |
| 89,7           | WDR 3    | WDR_3___          | D393                  | –                | 25       | ND                                          | H                                         |
| 92,0           | WDR 5    | WDR_5___          | D395                  | –                | 25       | ND                                          | H                                         |
| 94,1           | WDR 2    | WDR_2_ML WDR_2___ | DA92 (regional), D392 | Münsterland      | 25       | ND                                          | H                                         |
| 100,0          | WDR 4    | WDR_4___          | D394                  | Münster          | 25       | ND                                          | H                                         |
| 107,9          | 1 Live   | _1LIVE__          | D391                  | –                | 25       | ND                                          | H                                         |

### Digitales Radio (DAB / DAB+)
DAB beziehungsweise der Nachfolgestandard DAB+ wird in vertikaler Polarisation und im Gleichwellenbetrieb mit anderen Sendern ausgestrahlt. Am 29. August 2012 erfolgte der Wechsel von DAB-Block 12D auf DAB-Block 11D. Über diesen wird derzeit das Multiplex Radio für NRW mit den Programmen des WDR übertragen.
| Block                        | Programme (Datendienste) | ERP (kW) | Antennen- diagramm rund (ND)/ gerichtet (D) | Polarisation horizontal (H)/ vertikal (V) | Gleichwellennetz (SFN) |
| ---------------------------- | --- | -------- | ------------------------------------------- | ----------------------------------------- | --- |
| 11D Radio für NRW (D__00236) | - 1 Live (88 kbps) - 1 Live diggi (88 kbps) - WDR 2 Rhein-Ruhr (RR) (88 kbps) - WDR 2 Ostwestfalen-Lippe (OW) (88 kbps) - WDR 2 Südwestfalen (SW) (88 kbps) - WDR 3 (120 kbps) - WDR 4 Rhein-Ruhr (RR) (88 kbps) - WDR 4 Ostwestfalen-Lippe (OW) (88 kbps) - WDR 4 Südwestfalen (SW) (88 kbps) - WDR 5 (88 kbps) - WDRcosmo (80 kbps) - WDR Maus (80 kbps) - WDR Event (56 kbps) - WDR EPG (8 kbps) - ARD TPEG (16 kbps) | 10       | ND                                          | V                                         | - Region Aachen: Aachen (Stolberg-Donnerberg), Eifel (Dahlem-Bärbelkreuz) - Bergisches Land: Engelskirchen (Hohe Warte), Gummersbach (Kerberg), Remscheid (Hohenhagen), Wuppertal (Auf der Königshöhe) - Rheinland: Bonn (Venusberg), Köln (Kölnturm) - Rhein-Ruhr: Düsseldorf (Rheinturm), Gelsenkirchen-Scholven, Kleve (Bresserberg), Langenberg (Hordtberg), Viersen (Süchtelner Höhen) - Ruhrgebiet: Dortmund (Florianturm) - Münsterland: Ibbenbüren (Blomenkamp), Münster (Nottuln-Baumberge), Oelde (Mackenberg), Schöppingen - Ostwestfalen-Lippe: Bad Oeynhausen (P.Westf.-Wittekindsberg), Bielefeld (Hünenburg), Herford (Eggeberg), Höxter (Holzminden), Stemwede (Arrenkamp), Teutoburger Wald (Bielstein), Warburg, Willebadessen (Eggegebirge) - Südwestfalen: Biedenkopf (Sackpfeife), Ederkopf (Oberste Henn), Hallenberg (Bollerberg), Hochsauerland (Hunau), Lennestadt (Kuhhelle), Meschede, Nordhelle, Olsberg, Siegen (Giersberg) |

### Digitales Fernsehen (DVB-T / DVB-T2)
Im Münsterland erfolgte die Umstellung auf den DVB-T2-Standard mit HEVC Bildcodierung am 25. April 2018. Das private Programmangebot von Freenet TV wird seither vom Fernmeldeturm Münster verbreitet. Optional lassen sich zusätzliche im WDR-Angebot und bei Freenet TV connect als Verknüpfung enthaltene Programme über eine Internetverbindung wiedergeben, falls das Empfangsgerät HbbTV (ab Version 1.5) unterstützt (WDR via IP: ARD-alpha HD, BR FS Süd HD, hr-fernsehen HD, rbb Berlin HD und SR Fernsehen HD).
Folgende DVB-T2-Bouquets werden übertragen:
| Kanal | Frequenz (MHz) | Multiplex                                   | Programme im Multiplex | ERP (kW) | Antennen- diagramm rund (ND)/ gerichtet (D) | Polarisation horizontal (H)/ vertikal (V) | SFN mit |
| ----- | -------------- | ------------------------------------------- | --- | -------- | ------------------------------------------- | ----------------------------------------- | --- |
| 32    | 562            | WDR Mux 2                                   | - phoenix HD - tagesschau24 HD - mdr Fernsehen (Sachsen-Anhalt) HD - NDR Fernsehen HD (Niedersachsen) - SWR Fernsehen Rheinland-Pfalz HD | 50       | ND                                          | V                                         | Münster-Baumberge, Münster (Stadt)                                                                           |
| 34    | 578            | WDR Mux 1 (Münster)                         | - Das Erste HD - WDR Fernsehen (Münster) HD - WDR Fernsehen (Dortmund) HD - arte HD - one HD                                             | 50       | ND                                          | V                                         | Münster-Baumberge, Münster (Stadt)                                                                           |
| 45    | 666            | Gemischter Multiplex von ZDF und freenet TV | - ZDF HD - 3sat HD - KiKa HD - ZDFneo HD - ZDFinfo HD - freenet TV connect (HbbTV-Dienst mit mehreren Streams, HbbTV v1.5 erforderlich)  | 50       | ND                                          | V                                         | Lingen, Münster-Baumberge, Münster (Stadt), Osnabrück (Bramsche-Schleptruper Egge), Osnabrück (Schinkelturm) |

 Sendeparameter 
| Verwendet von (HD-Programme pro Mux) | Modulations- verfahren | Coderate | FFT-Modus    | Guard- intervall | Pilottöne       | Datenrate [Mbit/s] |
| ------------------------------------ | ---------------------- | -------- | ------------ | ---------------- | --------------- | ------------------ |
| ZDF (5)                              | 64-QAM                 | 3/5      | 16k extended | 19/128           | Pilot Pattern 2 | 22,0               |
| WDR Mux I (5)                        | 64-QAM                 | 1/2      | 16k extended | 19/256           | Pilot Pattern 2 | 19,5               |
| WDR Mux II (5)                       | 64-QAM                 | 1/2      | 16k extended | 19/128           | Pilot Pattern 2 | 18,2               |

### Analoges Fernsehen
Bis zur Umstellung auf DVB-T am 12. Juni 2007 wurden folgende Programme in analogem PAL gesendet:
| Kanal | Frequenz (MHz) | Programm                | ERP (kW) | Sendediagramm rund (ND)/ gerichtet (D) | Polarisation horizontal (H)/ vertikal (V) |
| ----- | -------------- | ----------------------- | -------- | -------------------------------------- | ----------------------------------------- |
| 21    | 471,25         | ZDF                     | 170      | ND                                     | H                                         |
| 32    | 559,25         | Das Erste (WDR)         | 500      | ND                                     | H                                         |
| 45    | 663,25         | WDR Fernsehen (Münster) | 190      | ND                                     | H                                         |